# Jacques Pierre Abbatucci
Jacques Pierre Abbatucci (psáno i italsky Giacomo Pietro nebo Geacoms Petro, 7. září 1723 Zicavo – 17. března 1813 Ajaccio) byl korsický a francouzský generál.
Narodil se do vojenské rodiny, jeho otcem byl důstojník ve službách Benátské republiky, Jean Séverin Antoine Abbatucci, a otcem jeho matky Rose Paganelliové byl korsický generál Dominique Paganelli de Cozzano. Sám studoval nejprve na jezuitské koleji v Brescii a pak získal v roce 1746 lékařský doktorát na Padovské univerzitě. Po návratu na Korsiku se v padesátých letech zapojil do boje za nezávislost na Janovu. V rámci korsického boje za nezávislost bojoval o moc s Pascalem Paolim, kterého ale v roce 1757 uznal za korsického vůdce. Když byli Korsičané poraženi od Francouzů a Paoli uprchl, Abbatucci se jim podřídil a začal sloužit od roku 1769 jako důstojník jim.
V letech 1769–1782 byl ve vězení, kam byl odsouzen v rámci procesu proti korsickým vlastencům, než byl na základě obnoveného procesu u pařížského soudu z rozkazu Ludvíka XVI. propuštěn. Definitivně očištěn byl v roce 1786, vrátil se do služby a stal se rytířem řádu svatého Ludvíka.
Po vypuknutí Francouzské revoluce se vrátil na Korsiku, kterou následně od roku 1793 z pověření Národního konventu neúspěšně hájil proti Paolimu a Angličanům. V roce 1794 se podílel na vyjednávání kapitulace s generálem Charlesem Stuartem a následně byl Angličany odvezen z Korsiky. Ve Francii byl zařazen do francouzské Italské armády, ale nijak se neosvědčil. Na Korsiku se vrátil na dožití v roce 1800.
Francouzským generálem byl i jeho syn Jean Charles Abbatucci. Jeho vnuk od jiného syna Jacques Pierre Charles Abbatucci byl v letech 1852–1857 francouzským ministrem spravedlnosti.